# Cuneo Volley
Il Cuneo Volley è una società pallavolistica maschile italiana con sede a Cuneo: milita nel campionato di Superlega.

## Storia
La società viene costituita nel 2015 dopo il termine delle attività da parte della Piemonte con l'intento di riportare a Cuneo la pallavolo di vertice.
Nella stagione 2015-16 milita in Serie B2. Dopo la riforma dei campionati nazionali partecipa per due stagioni consecutive alla neonata Serie B unica. Al termine dell'annata 2017-18 acquisisce tuttavia il titolo sportivo dalla Campeginese debuttando così in Serie A2 nella stagione 2018-19: conclude la stagione con la partecipazione ai play-off promozione dove viene sconfitta negli ottavi di finale dalla Lupi Santa Croce e retrocede in Serie A3.
Dopo il termine anticipato della stagione successiva, a causa della pandemia di COVID-19, il club acquista nuovamente il titolo di Serie A2 dal Peimar. Nella stagione 2020-21 conclude la regular season al terzo posto in classifica e conquista le semifinali sia nella Coppa Italia di categoria che nei play-off promozione. Terzo posto che viene confermato anche l'anno seguente nel quale giunge in finale sia in Coppa Italia che nei play-off promozione, perdendole entrambe ad opera del Tricolore. Nell'annata 2024-25, dopo aver chiuso la regular season al quarto posto, vince i play-off superando in finale l'Atlantide Brescia, ottiene la promozione in Superlega e conquista il suo primo titolo, superando ancora la squadra bresciana nella finale della Supercoppa italiana di categoria.
Nella stagione 2025-25 esordisce in Superlega.

## Rosa 2025-2026
| N° | Nome                  | Ruolo | Data di nascita   | Nazionalità sportiva |
| -- | --------------------- | ----- | ----------------- | -------------------- |
| 1  | Riccardo Copelli      | C     | 16 marzo 1996     | Italia               |
| 2  | Lorenzo Codarin       | C     | 3 settembre 1996  | Italia               |
| 3  | Domenico Cavaccini    | L     | 13 marzo 1987     | Italia               |
| 4  | Matteo Bonomi         | P     | 26 febbraio 2006  | Italia               |
| 7  | Marko Sedlaček        | S     | 29 luglio 1996    | Croazia              |
| 8  | Simone Oberto         | L     | 2 gennaio 2002    | Italia               |
| 9  | Ivan Zaytsev          | S     | 2 ottobre 1988    | Italia               |
| 11 | Roland Gergye         | S     | 24 febbraio 1993  | Ungheria             |
| 12 | Lorenzo Sala          | O     | 15 settembre 2002 | Italia               |
| 14 | Giulio Colasanti      | C     | 23 gennaio 2006   | Italia               |
| 15 | Aleksandar Stefanović | C     | 22 novembre 1998  | Serbia               |
| 17 | Michele Baranowicz    | P     | 5 agosto 1989     | Italia               |
| 18 | Nathan Feral          | O     | 9 luglio 2003     | Francia              |
| 77 | Claudio Cattaneo      | S     | 13 novembre 1997  | Italia               |

## Palmarès
- Supercoppa italiana di Serie A2: 1

2025